# داوود قدمی
داوود قدمی (انگلیسی: Davood Ghadami؛ زادهٔ ۷ اوت ۱۹۸۲) بازیگر ایرانی تبار اهل بریتانیا است.
عمده شهرت وی به دلیل ایفای نقش در سریال آبکی ایست‌اندرز است. این مجموعه تلویریونی پرطرفدار سالهاست که از شبکه بی‌بی‌سی پخش می‌شود. قدمی از ۲۰ اکتبر ۲۰۱۴ با پیوستن به بازیگران این سریال انگلیسی، عهده‌دار نقش کوروش (کوش) کاظمی شده‌است. از دیگر سریال‌هایی که او در آن به ایفای نقش پرداخته‌است می‌توان از مأموران مخفی (۲۰۰۶)، تاگارت (۲۰۱۰)، دکتر هو (۲۰۱۱)، شاهد خاموش (۲۰۱۳) و اسکینز (۲۰۱۳) و  کاراگاه چلسی ( 2022 ) نام برد.